# Sainteny
Sainteny è un comune francese di 824 abitanti situato nel dipartimento della Manica nella regione della Normandia.
Fa parte del cantone di Carentan nella circoscrizione (arrondissement) di Saint-Lô.
Nel corso dello Sbarco in Normandia del 1944, a partire dal 4 luglio fu sede di dieci giorni di accaniti combattimenti tra l'83ª Divisione di Fanteria dell'esercito statunitense, due giorni più tardi con ll'appoggio anche della 4ª Divisione di Fanteria, e i tedeschi della Divisione di granatieri SS Götz von Berlichingen, con il supporto dei paracadutisti del 6º reggimento.

## Società

### Evoluzione demografica
Abitanti censiti